# 张诚 (万历宦官)
张诚（？年—？年），是万历时期的司礼监掌印太监兼东厂提督太监、内官监掌印太监，因纵容亲属与武清伯李伟联姻，倚仗权势侵占田产、任意骄横，遭到抄没家产、革职治罪。。

## 生平
万历十二年（1584年），任司礼监掌印太监。
万历十五年（1587年），受命巡视京营。
万历十八年（1590年），兼东厂提督太监。
万历二十一年（1593年），兼内官监掌印太监。
万历二十四年（1596年），降职奉御，被贬南京孝陵。

## 亲属
- 张勋（弟侄）